# Volkspark Malchower See
Der Volkspark Malchower See ist eine Parkanlage im Berliner Ortsteil Malchow des Bezirks Lichtenberg. Er liegt westlich der Dorfstraße und südwestlich vom Hohenschönhauser Weg.

## Entwicklung

### Vorgeschichte der Grünflächen
Dieser Landstrich mit dem Anwesen wurde Mitte des 18. Jahrhunderts erstmals urkundlich erwähnt, als der Eigentümer Minister Freiherr Paul von Fuchs einen großen Garten mit Obstgehölzen und Kräutern anlegen ließ. In der Folge wechselten die Besitzer mehrfach, schließlich übernahm die Stadt Berlin im Jahr 1882 die gesamte Anlage mit Gutshäusern und Gärten. In der Umgebung wurden Rieselfelder angelegt. Der Gutsgarten wurde Bestandteil einer Stadt-Gärtnerei, die sich in Teilen bis in das 21. Jahrhundert erhalten hat. Die Gutsgebäude gingen in den 1950er Jahren in Nutzung der Humboldt-Universität über; nach 1990 standen sie einige Jahre leer.

### Der Volkspark
Der östlich des ehemaligen Gutshofs liegende Malchower See wurde dagegen kaum kultiviert, gehört aber auch zum Volkspark. Bereits zu Beginn der 1980er Jahre, im Zusammenhang mit dem Bau der Wohngebäude Neu-Hohenschönhausen und Wartenberg hatte der Ost-Berliner Magistrat gemeinsam mit dem Bezirksamt geplant, die große Fläche samt See in einen Volkspark zu verwandeln. Bis dahin war das Areal zu einer wilden Mülldeponie geworden. Der Baubeginn war für 1990 vorgesehen, doch aufgrund der politischen Veränderungen kam es nicht mehr dazu. 

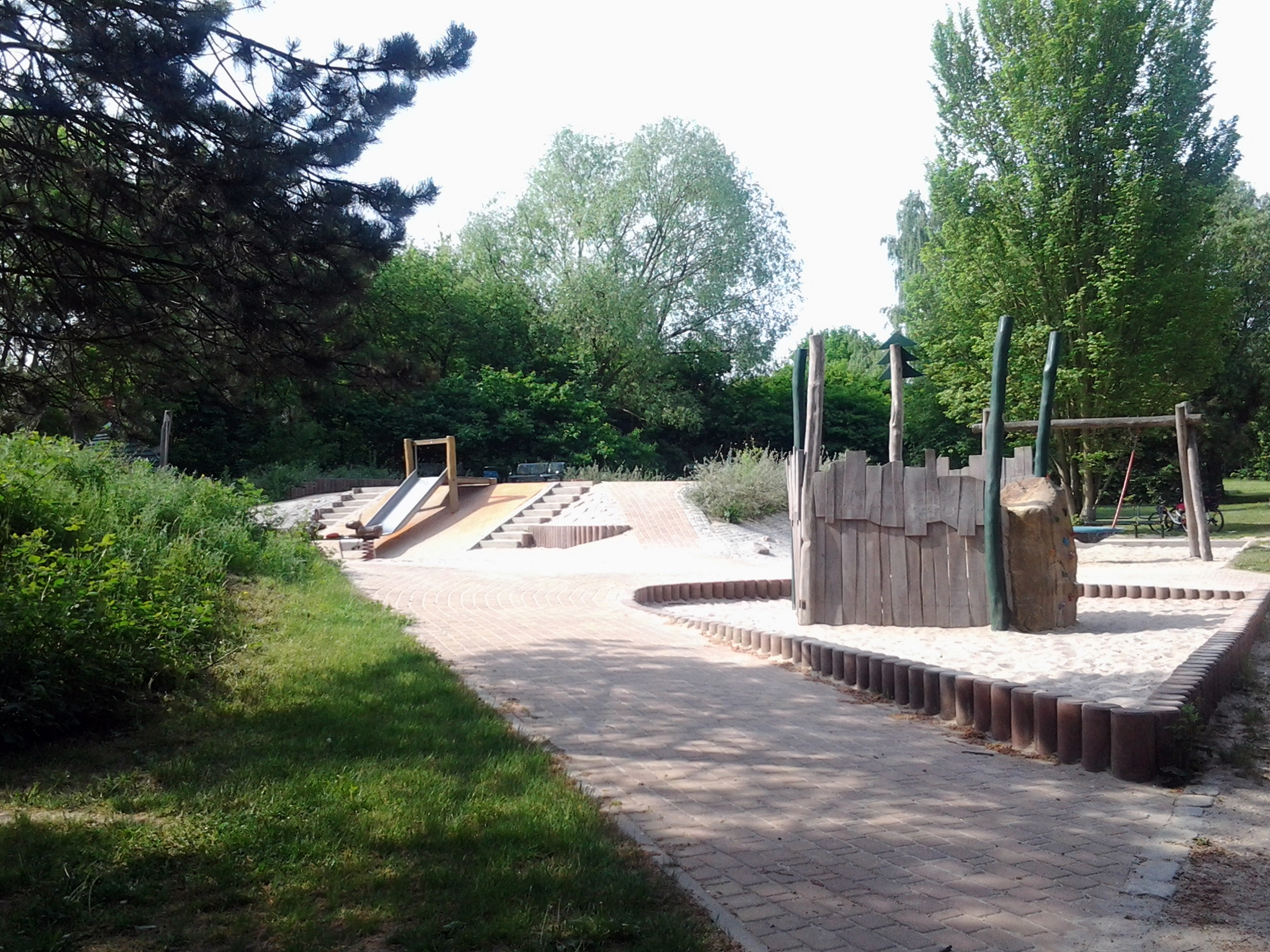
Kinderspielplatz im Volkspark Malchower See

Erst nach der politischen Wende wurden die Planungen zur Umgestaltung in einen Volkspark wieder aufgenommen und auf neue Standards gebracht. Im Jahr 1991 ließ das Grünflächenamt Mutterboden anliefern und die Deponie damit abdecken. Jahre später wurden Wege angelegt, zu den bereits vorhandenen Bäumen und Sträuchern weitere Gehölze angepflanzt. Liegewiesen und ein Kinderspielplatz entstanden. 

## Beschreibung
Seit 1998 gehören das Gebiet östlich des Sees, der über Jahre entstandene Erlen-Bruchwald und die Torfstichteiche der Malchower Aue sowie die einzige Kleingartenanlage des Ortsteils mit rund 1,2 ha ebenfalls zum Volkspark. Die Planungen enthielten darüber hinaus den Bau eines Sportstadions, die Aufschüttung einer kleinen Wintersportanlage, die Einrichtung eines Strandbads, den Bau eines Aussichtsturms. Bisher (Frühjahr 2024) wurde davon nichts realisiert.
Allerdings hält der Bezirk auf einem früheren Lagerplatz nahe am See eine kleine Herde schottische Hochlandrinder.

## Umgebung
Der Volkspark grenzt zudem südlich an das seit 1995 ausgewiesene Naturschutzgebiet Malchower Aue, welches eine Fläche von 22,2 Hektar umfasst. Es ist über den Malchower Teichweg zu erreichen.
In der weiteren Umgebung entstand in den 1980er Jahren das Neubaugebiet Neu-Hohenschönhausen.
Unmittelbar am Hauptweg durch den Park befindet sich seit Beginn des 21. Jahrhunderts eine Art Trimmpfad mit mehreren Bewegungsstationen. Und es gibt einen Gedenkstein für den Kunstflieger Günter Fries, der hier 1934 während eines Trainingsflugs abstürzte und starb.
Bemerkenswert sind eine Kita und eine Schule am Anfang des Parks, dessen Namen auf den entsprechenden Status verweisen: Grüner Campus Malchow. Diese Einrichtung arbeitet eng mit der Naturschutzstation Malchow zusammen.
Die Gutsgebäude gehören nicht zum Volkspark, große Teile bilden inzwischen (Stand: Ende 2018) den Stammsitz der Stiftung Synanon.